# شمس‌الدین اصفهانی
صاحب شمس‌الدین محمد اصفهانی وزیر غیاث‌الدین کیخسرو و عزالدین کیکاوس از سلجوقیان روم بوده و از ادیبان نامی زمان خود. او به زبان عربی و فارسی شعر نیکو می‌سروده است.
یکی از شخصیت‌های ایرانی حاضر در قلمرو سلجوقیان روم بود که پس از ورود به دربار این دولت توانست طی یک دوره تقریباً سی ساله، بین سالهای ۶۱۶ تا ۶۴۶ ه‍.ق - یعنی از دوره سلطنت سلطان عزالدین کیکاووس یکم تا دوره سلطنت سلطان عزالدین کیکاووس دوم- مراحل پیشرفت را پشت سر بگذارد. وی در دربار سلجوقیان روم پس از دستیابی به مناصبی همچون ناظر (اشراف) مطبخ، منشی خاص سلطان (طغرایی)، سرداری سپاه، نایب (نیابت) سلطان و سرانجام وزارت، نقشی چشمگیر در اوضاع سیاسی و فرهنگی قلمرو سلجوقیان روم ایفا کرد.
شمس‌الدین محمد اصفهانی سرانجام به دستور رکن‌الدین قلج ارسلان چهارم کشته شد.